# Dalldorf (Gröningen)

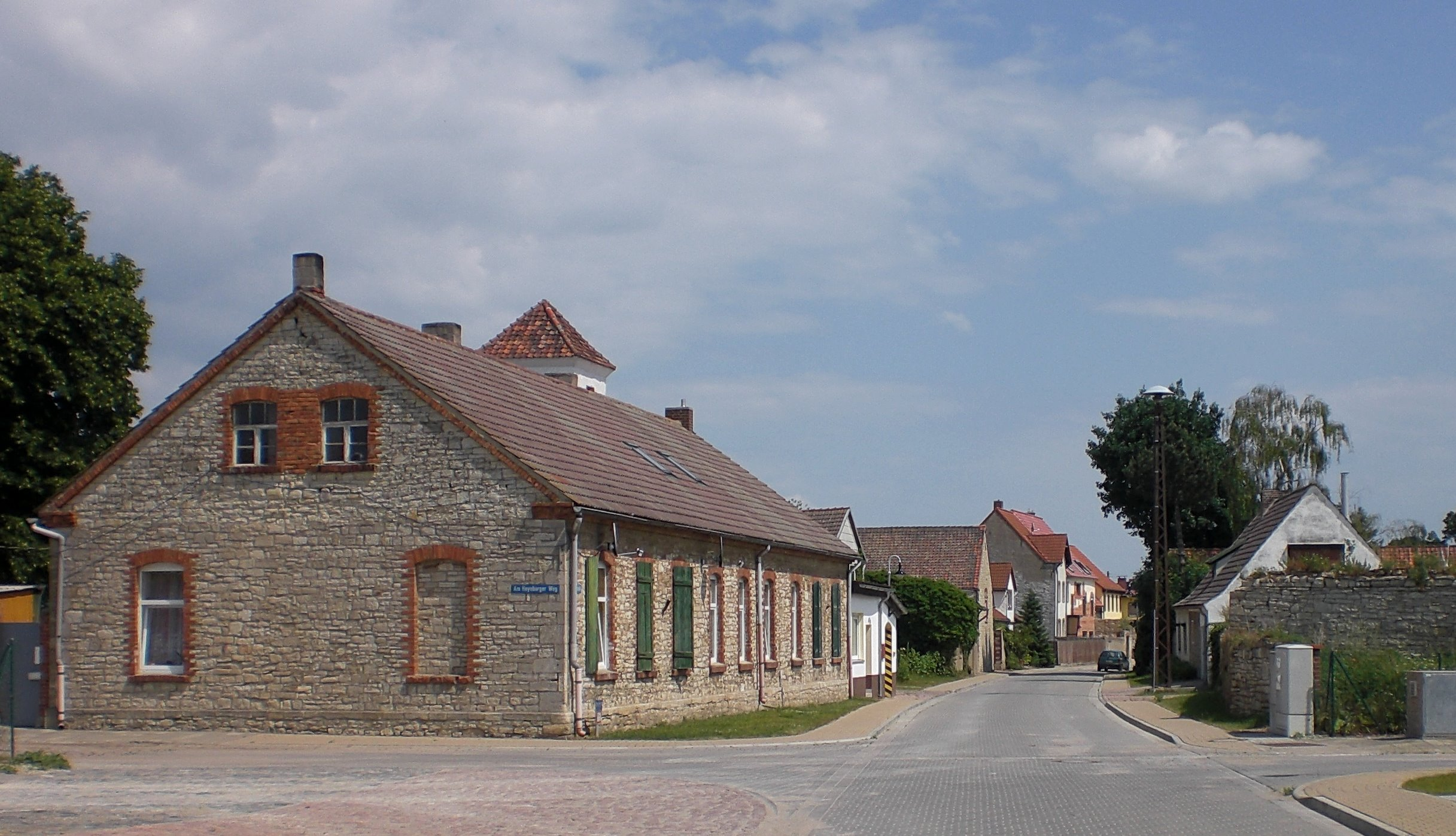
Hauptstraße durch Dalldorf

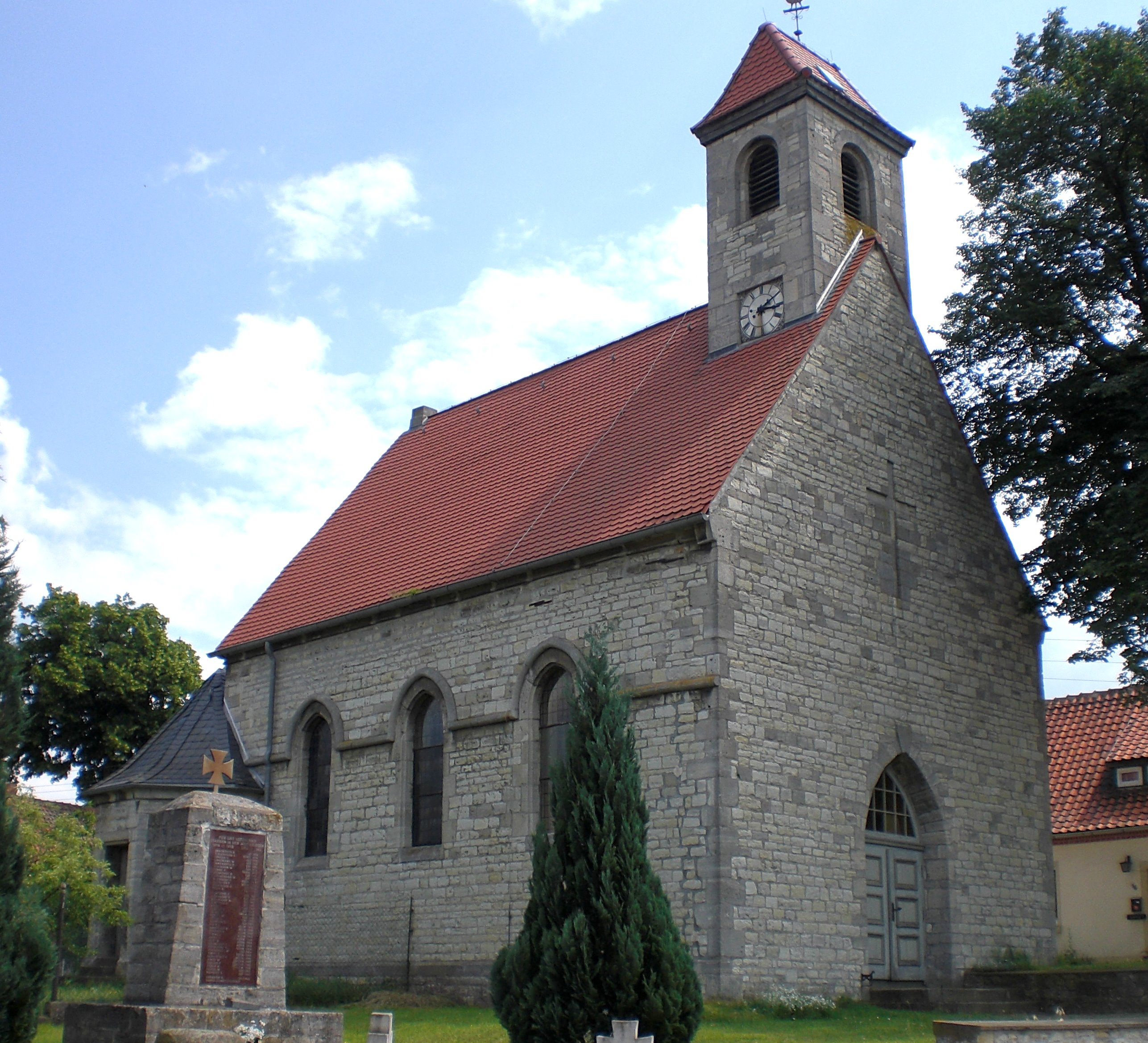
Dorfkirche Dalldorf

Dalldorf ist ein Ortsteil von Gröningen im Landkreis Börde, Sachsen-Anhalt.

## Lage
Das ländlich geprägte, zum Teil von alten Plantagen und Streuobstwiesen umgebene Dalldorf liegt südöstlich von Gröningen und ist über eine 3,5 Kilometer lange Kreisstraße von dort erreichbar. Nördlich liegt, mit Dalldorf über einen 2,5 Kilometer langen Feldweg verbunden, Heynburg, ebenfalls ein Ortsteil von Gröningen. Zu Dalldorf gehört der südwestlich vom Dorf gelegene Wohnplatz Schäferei.

## Geschichte
Dalldorf bestand bereits im Mittelalter und blickt auf eine mehr als 1000-jährige Geschichte zurück. Die ursprüngliche Ortslage lag jedoch etwas östlich vom heutigen Standort. Im Dreißigjährigen Krieg wurde Dalldorf schwer verwüstet und zunächst nicht wieder aufgebaut. Erst 1750 begründete Kriegs- und Domänenrat Leopold Friedrich Günther von Goeckingk die Anfänge des heutigen Dalldorfs, ebenso wie das bei Oschersleben (Bode) gelegene Günthersdorf. Zunächst siedelten sich sieben Kolonisten an. Gegen Ende des 18. Jahrhunderts ging der Göckingk’sche Besitz in die Hand der Familie Heyne aus Gröningen, (später auch Klostergut Hedersleben) über, die auch das Vorwerk und später eigenständige Rittergut und Dorf Heynburg errichtete. Die Einwohnerzahl wuchs dann langsam an. Bis Mitte des 19. Jahrhunderts war das Dorf dem Amtsrat Georg-Wilhelm Heyne, und seinen Erben erbzinspflichtig. Eine gewisse regionale wirtschaftliche Bedeutung erlangte der ab der Mitte des 19. Jahrhunderts in der näheren Umgebung Dalldorfs für die Zuckerindustrie betriebene Abbau von Kalkstein. Später siedelten sich auch Dampfpfluggesellschaften an.
1910 zählte Dalldorf 267 Einwohner. 1933 lebten 298, 1939 289 Menschen im Ort.
Im Zweiten Weltkrieg erlebte Dalldorf seine zweite große Zerstörung. Die United States Air Force griff am 28. Juli 1943 um die Mittagszeit mit etwa 100 Sprengbomben das Dorf an. Ziel des Luftangriffs waren eigentlich die deutlich weiter nördlich gelegenen Flugzeugwerke in Oschersleben (Bode). Etwa 70 % des Ortes wurden zerstört, einschließlich der Dorfkirche. Ein Bewohner kam ums Leben, sieben wurden verwundet.
Am 1. Januar 1974 wurde Dalldorf nach Gröningen eingemeindet. Im Jahr 2000 wurde der 250. Jahrestag der Neugründung gefeiert.

## Bauwerke und Einrichtungen
Mit der Dorfkirche Dalldorf verfügt der Ort über eine evangelische Kirche, die zum Kirchspiel Gröningen gehört. Vor der Kirche steht ein Kriegerdenkmal, das an die im Krieg gefallenen Bürger Dalldorfs erinnert. Dort erinnert auch ein Stein an die Feierlichkeiten zum 250. Jahrestag der Neugründung. Neben der Kirche steht auch die auf dem Friedhof befindliche, vermutlich Anfang des 20. Jahrhunderts aus Kalkstein errichtete Feierhalle unter Denkmalschutz.
Dalldorf verfügt über eine eigene Freiwillige Feuerwehr.

## Persönlichkeiten
Der Musikpädagoge und Akustiker Carl Eitz war von 1870 bis 1872 als Lehrer und Organist in Dalldorf tätig.